# 警視庁捜査一課十一係シリーズ
『警視庁捜査一課十一係』（けいしちょうそうさいっかじゅういちがかり）は、麻見和史による警察小説シリーズ。講談社ノベルスより2011年から刊行されている。既刊16巻。『警視庁殺人分析班』（けいしちょうさつじんぶんせきはん）と改題し講談社文庫より文庫化されている。刑事だった父の遺志を継ぎ刑事となった主人公・如月塔子が、警視庁捜査一課のメンバーとともに様々な事件に立ち向かう姿を描く。
2023年12月時点でシリーズ累計発行部数は80万部を突破している。
WOWOW「連続ドラマW」で〈殺人分析班〉シリーズとして2015年からテレビドラマ化されている。

## 概要
刑事だった父の遺志を継ぎ、警視庁捜査一課の刑事となった如月塔子が、彼女が所属している警視庁捜査一課十一係のメンバーとともに様々な事件に立ち向かう。
現在、日本の警察小説分野では組織と個人の対立や、部署同士の軋轢を描いたものが多くみられるが、本シリーズは本格ミステリ的な謎解きを重視した点に特徴がある。作品の構成としては「冒頭に提示された謎」→「警察組織による捜査」→「推理による犯人の特定」というスタイルをとる。推理の手がかりは物証であることが多く、医療、工業、建築など幅広いジャンルから題材が選ばれている。
本シリーズではほぼ2か月に1件のペースで事件の捜査が行われ、「奇数巻では骨太な警察小説になるよう直球勝負を目指し、偶数巻ではトリックやアクションの要素を増やして変化球を投げる」形をとっている。
シリーズ第1作『石の繭 警視庁捜査一課十一係』の文庫化にあたり、講談社ノベルス版では「警視庁捜査一課十一係」であったサブタイトルが、講談社文庫版では「警視庁殺人分析班」に改題された。これは、「班」とすることでチーム感を出すためであり、また、文庫は表紙のスペースに限りがあるためとしている。
このシリーズは、当初から映像化されやすいように、適度なユーモアを加えること、極度にグロテスクな場面や性的暴行などは描かないことなどを心がけて書かれたため、手足や首を切断された遺体は登場しない。
WOWOW「連続ドラマW」で〈殺人分析班〉シリーズとして、木村文乃主演でテレビドラマ化されている（スピンオフドラマのみ古川雄輝主演）。2015年、シリーズ第1作『石の繭 警視庁殺人分析班』を原作とする『石の繭 殺人分析班』が放送された。2016年、シリーズ第3作『水晶の鼓動 警視庁殺人分析班』を原作とする『水晶の鼓動 殺人分析班』が放送された。2019年、シリーズ第1作のスピンオフでテレビドラマオリジナルストーリーの『悪の波動 殺人分析班スピンオフ』と、シリーズ第7作『蝶の力学 警視庁殺人分析班』を原作とする『蝶の力学 殺人分析班』が放送された。
なお、シリーズの主要キャラクターである鷹野秀昭が、捜査一課十一係から公安部へ異動したという設定の『邪神の天秤 警視庁公安分析班』が発売されている。これもテレビドラマ化され、2022年に『邪神の天秤 公安分析班』が放送された。

## 主な登場人物

### 警視庁刑事部
捜査第一課殺人犯捜査第十一係
如月塔子（きさらぎ とうこ）
警視庁捜査一課の刑事だった父・功の遺志を継ぎ、同じ捜査一課の刑事となった。小柄で童顔である。巡査部長。身長は152.8センチメートル。誕生日は2月9日。「塔子」という名前は、出産予定日が10日だったことに由来する。『石の繭』で26歳。『女神の骨格』で27歳。
鷹野秀昭（たかの ひであき）
塔子とコンビを組んで塔子の指導的立場をつとめる。警部補。痩せてひょろりとした体形。身長は183センチメートル。捜査能力が高く、事件の捜査で数々の成果を挙げている。飄々とした性格で、少し風変わりな人物として知られている。昼行灯と呼ばれることもある。100円ショップ見物が趣味であるが、それが遺留品の捜査に役立つこともある。記録魔で、現場で何十枚も写真を撮り、後で分析して筋読みに活かすことが多い。トマトジュースが好きで、普段からよく飲んでいる。会議などでは端のほうの席を好む傾向がある。『石の繭』で31歳。警視庁公安分析班シリーズ第1作『邪神の天秤 警視庁公安分析班』では、37歳のときに警視庁公安部へ異動した。
尾留川圭介（びるかわ けいすけ）
チームのムードメーカー的存在でコンピューターに強い。タブレットPCを持ち歩いている。刑事としては髪が長め。いつもブランドもののスーツを着ている。高級ネクタイとサスペンダーを使っている。自称、帰国子女。話し好きで、調子の良いところがある。情報収集だといって、普段からいろいろな女性と会っている。軽い乗りで話すので、女性警察官の間で人気が高い。年齢は塔子の次に若い。巡査部長。『石の繭』で29歳。
徳重英次（とくしげ えいじ）
チームの最年長メンバーで温厚で控えめなタイプだが、人間観察は鋭い。腹部がぽっこり出ているため、七福神の布袋さんのように見える。トクさんと呼ばれている。趣味は、インターネットの掲示板にアクセスすること。巡査部長。『石の繭』で53歳。
早瀬泰之（はやせ やすゆき）
捜査経験が豊富なチームリーダーで周りからは慕われているが、本人はストレスに悩まされ胃薬が欠かせない。係長。『石の繭』で45歳。『雨色の仔羊』で46歳。
門脇仁志（かどわき ひとし）
主任。筋肉質でがっちりとした体格の持ち主である。身長は、鷹野より少し低い。大学時代にラグビーをやっていた。行動はきわめて積極的で、時には強引な捜査を進めることがあり、ラッセル車と呼ばれている。頑固なところがあり、捜査方針を巡って上司と衝突することもある。後輩の面倒見は良く、若い刑事から人望を集めている。酒好き。警部補。『石の繭』で36歳。

その他
神谷太一（かみや たいち）
捜査第一課 課長。『鷹の砦』から18年前の「昭島母子誘拐事件」では功とコンビを組んでいた。
手代木行雄（てしろぎ ゆきお）
捜査第一課 管理官。人を追及するときに蛍光ペンの先を相手に向ける癖がある。何か考え込むときに相手の顔を見つめる癖がある。『虚空の糸』で53歳。
鴨下潤一（かもした じゅんいち）
鑑識課 警部補。カモさんと呼ばれている。癖っ毛である。
綿引護（わたびき まもる）
鑑識課 巡査。コンピューター関係に詳しい。
樫村伸也（かしむら しんや）
捜査第一課特殊犯捜査第一係 係長。警部。やや長めの髪をきっちり七三に分けている。『虚空の糸』で44歳。
河上啓史郎（かわかみ けいしろう）
科学捜査研究所 研究員。気難しい印象の男性。黒縁眼鏡をかけ、清潔な白衣を着ている。『雨色の仔羊』で38歳前後。
吉富哲弘（よしとみ てつひろ）
刑事部長。均整のとれたスポーツマンのような体格をしている。『奈落の偶像』で48歳。

### その他の人々
如月功（きさらぎ いさお）
塔子の父。『石の繭』から11年前に身体を壊して退職し、その翌年に病気で亡くなる。亡くなる少し前に、仕事で大けがを負う。
如月厚子（きさらぎ あつこ）
塔子の母。『雨色の仔羊』で55歳。

## シリーズ作品

### 石の繭
- 新書：『石の繭 警視庁捜査一課十一係』2011年5月 講談社ノベルス、ISBN 978-4-06-182777-6
- 文庫本：『石の繭 警視庁殺人分析班』2013年5月 講談社文庫、ISBN 978-4-06-277550-2
- あらすじ：3月9日、新橋4丁目にあるビルで、モルタルで石像のごとく固められた変死体が発見され、現場には犯人の遺留品と思われるものが遺されていた。

### 蟻の階段
- 新書：『蟻の階段 警視庁捜査一課十一係』2011年10月 講談社ノベルス、ISBN 978-4-06-182802-5
- 文庫本：『蟻の階段 警視庁殺人分析班』2013年10月 講談社文庫、ISBN 978-4-06-277677-6
- あらすじ：5月10日、周りに4つのもの、頭蓋骨、白い花、掛け時計、スープ皿が置かれた惨殺遺体が発見される。

### 水晶の鼓動
- 新書：『水晶の鼓動 警視庁捜査一課十一係』2012年5月 講談社ノベルス、ISBN 978-4-06-182833-9
- 文庫本：『水晶の鼓動 警視庁殺人分析班』2014年5月 講談社文庫、ISBN 978-4-06-277845-9
- あらすじ：9月26日、江東区木場6丁目にある2階建ての民家で、壁のクロス、箪笥や机、被害者の血溜まりにいたるまで、全てがラッカーで真っ赤に染められた事件が発生する（「木場事件」）。

### 虚空の糸
- 新書：『虚空の糸 警視庁捜査一課十一係』2013年4月 講談社ノベルス、ISBN 978-4-06-182869-8
- 文庫本：『虚空の糸 警視庁殺人分析班』2015年5月 講談社文庫、ISBN 978-4-06-293117-5
- あらすじ：11月7日、ナイフを握った刺殺された遺体が江東区の南砂団地で発見される（「南砂事件」）。その直後、犯人が特捜本部を脅迫してくる。同月8日、第2の遺体が発見される（「葛飾事件」）。

### 聖者の凶数
- 新書：『聖者の凶数 警視庁捜査一課十一係』2013年12月 講談社ノベルス、ISBN 978-4-06-299002-8
- 文庫本：『聖者の凶数 警視庁殺人分析班』2016年1月 講談社文庫、ISBN 978-4-06-293294-3
- あらすじ：12月12日、台東区東上野5丁目にある東上野アパートの115号室で、顔面と両腕がひどく損壊された遺体が見つかる（「東上野事件」）。遺体には27という数字が刻まれていた。

### 女神の骨格
- 新書：『女神の骨格 警視庁捜査一課十一係』2014年12月 講談社ノベルス、ISBN 978-4-06-299036-3
- 文庫本：『女神の骨格 警視庁殺人分析班』2016年11月 講談社文庫、ISBN 978-4-06-293532-6
- あらすじ：2月2日、国分寺市並木町にある洋館で火災が発生する。鎮火した後、現場で白骨遺体が見つかるが、頭部は男性、胴部は女性のものと判明した（「国分寺事件」）。

### 蝶の力学
- 新書：『蝶の力学 警視庁捜査一課十一係』2015年12月 講談社ノベルス、ISBN 978-4-06-299060-8
- 文庫本：『蝶の力学 警視庁殺人分析班』2017年7月 講談社文庫、ISBN 978-4-06-293707-8
- あらすじ：4月17日、調布市柴崎1丁目にある邸宅で、資産家の男性が殺害され、妻が誘拐されるという事件が発生。遺体には猟奇的な装飾が施されていた（「調布事件」）。

### 雨色の仔羊
- 新書：『雨色の仔羊 警視庁捜査一課十一係』2016年11月 講談社ノベルス、ISBN 978-4-06-299085-1
- 文庫本：『雨色の仔羊 警視庁殺人分析班』2019年1月 講談社文庫、ISBN 978-4-06-514594-4
- あらすじ：6月9日、赤羽東交番付近で、タオルに血で書かれたSOSメッセージが見つかる。塔子らが捜索するも、監禁された被害者はすでに亡くなっていた（「赤羽事件」）。事件には小学生の男の子が関わっていた。

### 奈落の偶像
- 新書：『奈落の偶像 警視庁捜査一課十一係』2017年7月 講談社ノベルス、ISBN 978-4-06-299095-0
- 文庫本：『奈落の偶像 警視庁殺人分析班』2019年8月 講談社文庫、ISBN 978-4-06-516612-3
- あらすじ：8月13日、銀座7丁目のブティックのショーウィンドーで、男性の遺体が首を吊った状態で発見される（「ブティック事件」）。被害者が穿いていた靴下からは、黒いアルミホイルと蓄光テープが見つかる。しばらくして、付近で不審なICレコーダーが発見される。

### 鷹の砦
- 新書：『鷹の砦 警視庁捜査一課十一係』2017年12月 講談社ノベルス、ISBN 978-4-06-299102-5
- 文庫本：『鷹の砦 警視庁殺人分析班』2020年2月 講談社文庫、ISBN 978-4-06-518681-7
- あらすじ：10月15日、あきる野市五日市で起きた殺人事件（「五日市事件」）の捜査中に、立てこもり事件が発生する。犯人グループは、パニックを起こした人質を解放する代わりに、塔子を人質にとって逃走する。

### 凪の残響
- 新書：『凪の残響 警視庁捜査一課十一係』2018年10月 講談社ノベルス、ISBN 978-4-06-513307-1
- 文庫本：『凪の残響 警視庁殺人分析班』2020年11月 講談社文庫、ISBN 978-4-06-521610-1
- あらすじ：12月3日、江東区青海のショッピングセンター2店で、指が2本ずつ、計4本遺棄される（「青海事件」）。同月4日、中央防波堤の海の森公園で、左手の五指が切断された女性の遺体が見つかる（「中央防波堤事件」）。

### 天空の鏡
- 新書：『天空の鏡 警視庁捜査一課十一係』2019年10月 講談社ノベルス、ISBN 978-4-06-517242-1
- 文庫本：『天空の鏡 警視庁殺人分析班』2021年11月 講談社文庫、ISBN 978-4-06-525286-4
- あらすじ：1月23日、中野駅の近くにある解体予定の商業施設で、左の眼球が奪われ、らせん階段から突き落とされた他殺体が発見される（「中野事件」）。同月24日、目黒駅近くの建設工事中のビルで、同じく左の眼球がない第2の遺体が発見される（「目黒事件」）。

### 賢者の棘
- 新書：『賢者の棘 警視庁捜査一課十一係 』2020年11月 講談社ノベルス、ISBN 978-4-06-521450-3
- 文庫本：『賢者の棘 警視庁殺人分析班』2023年11月 講談社文庫、ISBN 978-4-06-533756-1
- あらすじ：如月家に長年届く功への脅迫状。3月11日に速達で届いた脅迫状には、差出人が功が亡くなっていることを知り、計画を変えて一般市民を殺すと書かれていた。同月12日、警視庁のウェブサイトに「賢者（ワイズマン）」と名乗る人物からメールが届く。

### 魔弾の標的
- 新書：『魔弾の標的 警視庁捜査一課十一係 』2022年12月 講談社ノベルス、ISBN 978-4-06-530026-8
- 文庫本：『魔弾の標的 警視庁殺人分析班』2025年2月 講談社文庫、ISBN 978-4-06-538371-1
- あらすじ：5月7日、足立区関原にある廃屋で、動物用の檻に入れられ、腹部を銃器で撃たれたような傷がある男の遺体が見つかる（「関原事件」）。塔子は門脇と組んで捜査することになる。

### 鴉の箱庭
- 新書：『鴉の箱庭 警視庁捜査一課十一係』2023年12月 講談社ノベルス、ISBN 978-4-06-533996-1
- あらすじ：7月9日、新宿歌舞伎町にあるドラッグストアのごみ置き場に捨てられていた男性用バッグから、切断された右手が見つかる（「歌舞伎町事件」）。塔子は今回も門脇と組む。

### 罪の硬度
- 新書：『罪の硬度 警視庁捜査一課十一係』2025年3月 講談社ノベルス、ISBN 978-4-06-538703-0
- あらすじ：9月9日、文京区にある博物館の常設展示室で、口に鉱物が詰め込まれた男の遺体が見つかる。事件は前々作『魔弾の標的』、前作『鴉の箱庭』と同じ、「GM（ゲームマスター）」と名乗る教唆犯が関わっていた。

## シリーズ未収録作品
- 夏のイカロス 警視庁捜査一課十一係 （講談社『メフィスト』2011 VOL.2）

## テレビドラマ
〈殺人分析班〉シリーズ（さつじんぶんせきはんシリーズ）としてテレビドラマ化され、WOWOWの「連続ドラマW」枠で2015年から放送されている。

### シリーズ作品（テレビドラマ）
- 石の繭 殺人分析班（2015年8月16日 - 9月13日、全5話、主演：木村文乃、原作：『石の繭 警視庁殺人分析班』）
- 水晶の鼓動 殺人分析班（2016年11月13日 - 12月11日、全5話、主演：木村文乃、原作：『水晶の鼓動 警視庁殺人分析班』）[10]
- 蝶の力学 殺人分析班（2019年11月17日 - 12月22日、全6話、主演：木村文乃、原作：『蝶の力学 警視庁殺人分析班』）[11]

### スピンオフ作品
- 悪の波動 殺人分析班スピンオフ（2019年10月6日 - 11月3日、全5話、主演：古川雄輝、原作：『石の繭 警視庁殺人分析班』）[8]